# Шукри, Самех
Са́мех Хасан Шукри (араб. سامح شكري‎; род. 20 октября 1952, Каир) — египетский дипломат, министр иностранных дел Египта с 17 июня 2014 по 3 июля 2024 года.

## Биография
Родился 1 декабря 1942 года в Каире. В 1975 году окончил отделение юриспруденции в университете Айн-Шамс в Каире.
С 1978 по 1988 годы работал в дипломатических представительствах Египта в Великобритании и Аргентине.
С 1999 по 2003 годы — посол Египта в Австрии, 2008—2012 — посол в США.
С июня 2014 года — министр иностранных дел Египта. В должности министра иностранных дел неоднократно с рабочими визитами посещал Россию и встречался с главой российского внешнеполитического ведомства С. В. Лавровым, обсуждая как двухсторонние отношения, так и международные вопросы, включая конфликт в Ливии.
Женат, двое детей.